# Torchwood
Torchwood è una serie televisiva fantascientifica britannica prodotta dal 2006 al 2011, nata da un'idea di Russell T. Davies come spin-off di Doctor Who.
Le prime due stagioni della serie furono trasmesse dalla BBC tra il 2006 e il 2008; la terza stagione, miniserie in cinque parti intitolata Torchwood: Children of Earth, andò in onda nel 2009; nell'estate 2011 andò in onda la quarta stagione, Torchwood: Miracle Day, miniserie in coproduzione con l'emittente via cavo statunitense Starz, che ne ha curato la première oltreoceano.
Torchwood è incentrata sull'attività dei membri della sezione di Cardiff dell'Istituto Torchwood, agenzia governativa segreta con il compito di investigare gli avvenimenti riguardanti gli extraterrestri e utilizzare per i propri scopi le tecnologie aliene che recupera dalle varie missioni. Nonostante vi siano altre due sedi a Londra (Torchwood 1) e Glasgow (Torchwood 2), ogni agenzia è indipendente dalle altre.
I personaggi principali della Torchwood 3 di Cardiff sono il capitano Jack Harkness, apparso più volte nella serie televisiva originaria come alleato del Dottore, e l'ex poliziotta Gwen Cooper.

## Produzione

### Concezione

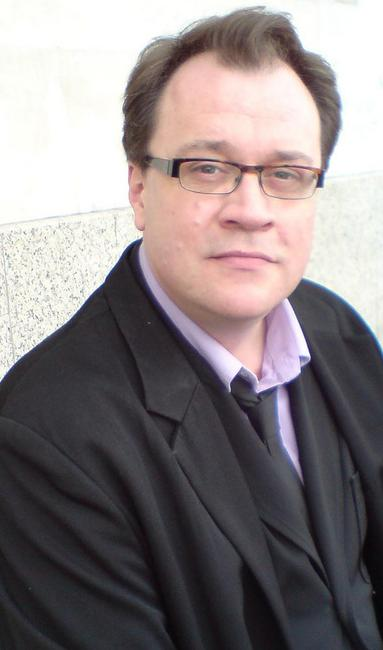
Russell T. Davies

Nel 2002 Russell T. Davies iniziò a sviluppare un'idea per una serie drammatica a carattere fantascientifico/poliziesco nello stile di analoghe serie statunitensi quali Buffy e Angel. Il progetto, originariamente intitolato Excalibur, non ebbe seguito fino al 2005, allorquando il direttore di BBC Three Stuart Murphy invitò Davies a sviluppare una serie fantascientifica che rappresentasse un forte punto di svolta per il canale e destinata alla fascia non protetta.
Davies decise quindi di creare uno spin-off di Doctor Who, preparando il terreno a tale operazione introducendo il termine Torchwood (anagramma di Doctor Who usato durante la produzione della prima stagione come parola in codice per riferirsi alla serie in modo che non trapelasse la notizia del ritorno del Dottore sul piccolo schermo) come easter egg in alcuni episodi della serie andati in onda tra il 2005 e il 2006 e in parte del merchandise.
In seguito venne introdotto nell'universo della serie l'Istituto Torchwood, alla cui genesi nel 1879 è reso partecipe (e causa) il Decimo Dottore.
In un annuncio del 17 ottobre 2005 Stuart Murphy descrisse Torchwood come «…sinistro e psicologico… molto britannico, molto moderno e molto realistico» nonché come «…un paranoide thriller britannico di fantascienza, un poliziesco con senso dell'umorismo […] Dark, selvaggio e sexy, è X-Files che incontra This Life».
La serie è stata spesso descritta come un «Doctor Who per gente adulta», in ragione della sua programmazione in fascia protetta a differenza della serie madre e che rispetto a quest'ultima contiene scene violente e linguaggio più volgare, nonché contenuti di natura sessuale.

### Sceneggiatura e regia
La prima stagione venne prodotta, oltre a Davies, da Chris Chibnall, Peter J. Hammond, Toby Whithouse, Helen Raynor (già script editor di Doctor Who), Cath Tregenna e Noel Clarke. Russell T. Davies scrisse solo il primo episodio. Venne girata tra il maggio e il novembre del 2006; inizialmente James Hawes si rese disponibile come regista ma in seguito declinò l'incarico.
Russell T. Davies non partecipò alla sceneggiatura della seconda stagione poiché impegnato con la serie madre. Il primo blocco degli episodi, costituito da quelli di Raynor e Tregenna, venne girato da Andy Goddard; il secondo da Colin Teague e il terzo da John C. Wilsher.
La miniserie Torchwood: Children of the Earth venne girata nell'estate 2008. Russell T. Davies e Julie Gardner furono ancora una volta i produttori esecutivi, mentre Peter Bennet si aggiunse come nuovo produttore; Euros Lyn fu invece l'unico regista. Russell T Davies sceneggiò il primo episodio e l'ultimo episodio, progettò l'intero arco narrativo e collaborò alla stesura della terza puntata insieme a James Moran; John Fay scrisse invece i rimanenti due episodi.
Nel giugno 2009 Davies dichiarò di saper come sviluppare un'eventuale quarta stagione e come portare avanti le storie dei personaggi. In seguito la serie venne rinnovata per una quarta stagione, intitolata Torchwood: Miracle Day e realizzata in collaborazione con il canale statunitense Starz.

### Cast
Il cast è composto inizialmente da cinque membri: John Barrowman, Eve Myles, Burn Gorman, Naoko Mori e Gareth David-Lloyd; Burn Gorman (Owen Harper) e Naoko Mori (Toshiko Sato) lasciano il cast alla fine della seconda stagione, mentre Gareth David-Lloyd verso la fine della terza. Kai Owen, che interpreta Rhys Williams sin dalla prima stagione, viene promosso a membro del cast fisso a partire da Children of Earth.
Con la quarta stagione si uniscono al cast gli attori statunitensi Mekhi Phifer, Alexa Havins e Bill Pullman.

## Trama
Cardiff, Galles. Torchwood è un Istituto «indipendente dal governo, esterno alla polizia» che indaga su avvenimenti di origine extraterrestre e che ha il compito di monitorare una Fessura spazio-temporale (in originale sempre chiamata col termine rift) che attraversa la città gallese.

### Prima stagione

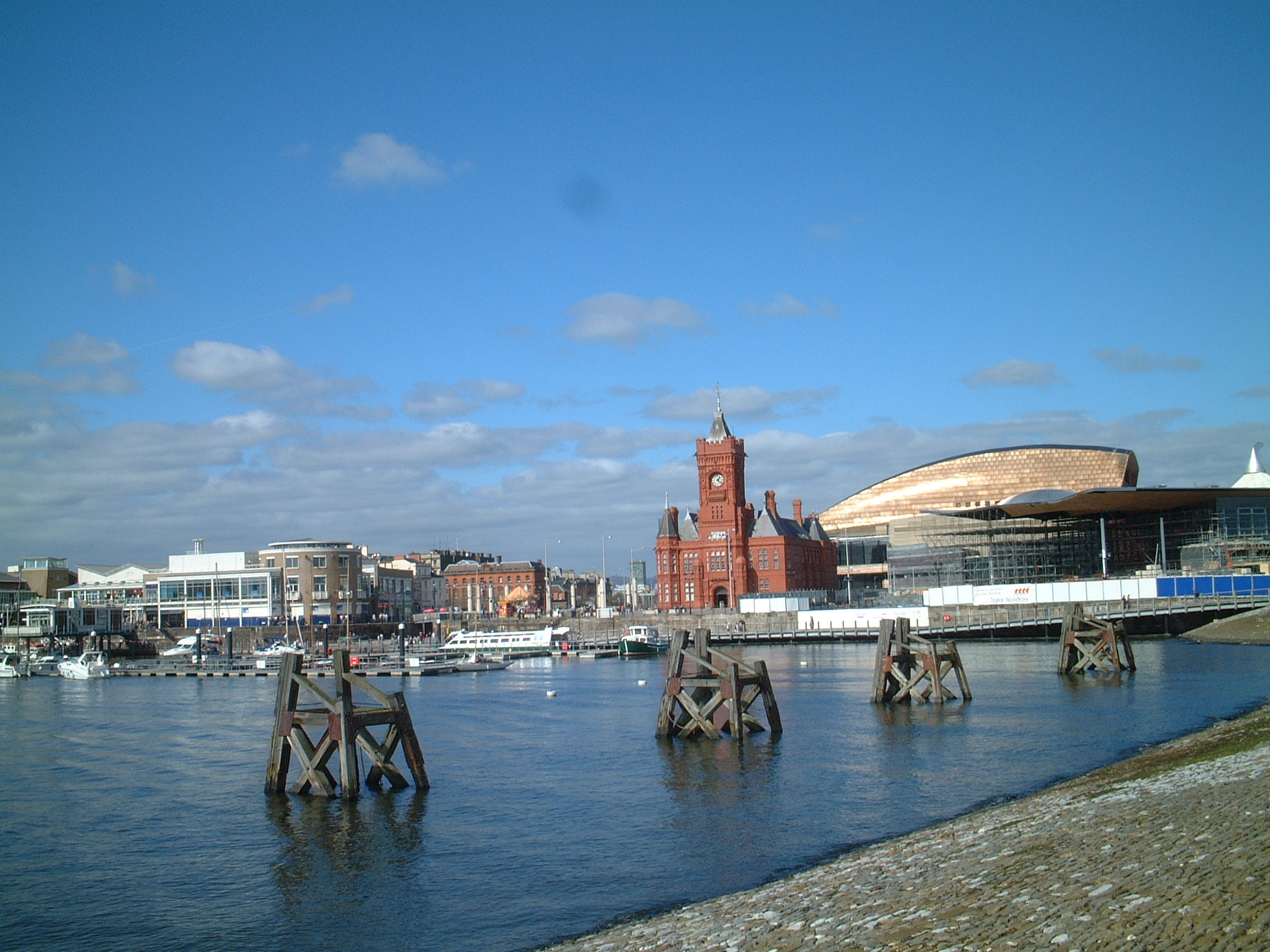
Cardiff vista dalla baia: si nota la sagoma del Wales Millennium Centre

La poliziotta Gwen Cooper si unisce alla squadra già composta dal capitano Jack Harkness, ex agente del tempo proveniente dal LI secolo divenuto immortale, dal dottor Owen Harper, dall'esperta d'informatica Toshiko Sato e dal tuttofare Ianto Jones.
Durante una missione, Tosh e Jack restano bloccati nell'anno 1941 e gli altri membri della squadra sono costretti a servirsi del wormhole per riportarli nel presente. L'apertura del varco provoca uno squilibrio nello spazio-tempo e Jack decide di sacrificarsi nel tentativo di chiuderlo. Al suo risveglio da un'apparente morte definitiva, Jack scompare nel nulla, lasciando i suoi compagni senza una spiegazione.

### Seconda stagione
Dopo aver accompagnato il Dottore in una delle sue avventure, Jack fa ritorno a Cardiff per riunirsi alla sua squadra. Poco dopo a fargli visita è John Hart, suo ex compagno e collega presso l'Agenzia del tempo, che gli rivela di aver trovato suo fratello Gray, creduto morto da molti anni.
Nel frattempo Owen Harper muore ucciso da un colpo di pistola, ma viene riportato in vita grazie ad un artefatto alieno. Il dottor Harper è in grado di muoversi e parlare, ma perde qualsiasi altra funzione biologica del proprio corpo.
Gray riesce infine a raggiungere suo fratello, ma con intenti vendicativi: nello scontro Tosh e Owen perdono la vita.
In un crossover con Doctor Who, Jack, Gwen e Ianto aiutano il Dottore a sconfiggere i Daleks, che hanno letteralmente rubato il pianeta Terra trasportandolo in un punto diverso dell'Universo.

### Terza stagione:Children of Earth
In un preciso istante, tutti i bambini della Terra restano paralizzati e pronunciano all'unisono le parole «stiamo arrivando».
Il governo inglese è a conoscenza di una razza aliena chiamata "456" che nel 1965, in cambio della cura per un nuovo ceppo di pandemia influenzale, richiese la consegna di dodici bambini. La stessa razza aliena si è ora messa nuovamente in contatto con la Terra, richiedendone il sacrificio di milioni.
A Jack Harkness, che fu uno dei soldati ad occuparsi dello scambio nel 1965, viene impiantata una bomba nello stomaco e insieme a lui esplode l'intera sede dell'Istituto Torchwood. Gwen, che ha da poco scoperto di essere incinta, si mette in fuga insieme al marito Rhys Williams. Dopo l'esplosione, il corpo di Jack si rigenera fino a tornare allo stato normale.
Nel frattempo, i capi di Stato delle maggiori nazioni del mondo si riuniscono a Londra, dove la razza aliena effettua i primi contatti diretti.
Jack scopre che un particolare segnale audio sarebbe in grado di uccidere gli alieni, ma per farlo funzionare è necessario utilizzare un bambino come punto di trasmissione; Harkness all'ultimo minuto decide di sacrificare suo nipote Steven, unico bambino in quel momento disponibile, per evitare che milioni di bambini siano venduti agli extraterrestri.
La minaccia aliena è scongiurata, ma Ianto perde la vita; dopo ciò che il capitano è stato costretto a fare alla sua famiglia, decide di lasciare Cardiff e rifarsi una vita altrove.

### Quarta stagione:Miracle Day
Gwen Cooper vive in incognito con il marito e la figlia in una località isolata, cercando di sfuggire all'attenzione di chiunque voglia uccidere i membri di Torchwood.
In tutto il mondo, improvvisamente, le persone smettono di morire: è il "Giorno del miracolo". L'agente della CIA Rex Matheson (Mekhi Phifer) viene coinvolto in un gravissimo incidente stradale ma incredibilmente sopravvive, benché ferito. Per indagare sullo straordinario fenomeno, Matheson si reca nel Regno Unito e con il beneplacito del governo preleva forzosamente gli unici membri superstiti di Torchwood, Gwen Cooper e Jack Harkness. Ma già durante il volo transcontinentale una collega di Matheson cerca di uccidere col veleno il capitano Harkness, che da immortale è ora divenuto l'unico uomo mortale sulla Terra.
Matheson scopre così che le agenzie di sicurezza sono state infiltrate da una misteriosa organizzazione, che potrebbe essere collegata al "Giorno del miracolo". Torchwood viene quindi ricostituita come squadra investigativa autonoma sul suolo americano e ben presto è costretta ad entrare in clandestinità.

## Cronologia conDr. Who
| Dr. Who                                                                  | Torchwood                        | Cross-over                                                                               |
| ------------------------------------------------------------------------ | -------------------------------- | ---------------------------------------------------------------------------------------- |
| 1x01 - 1x08                                                              | /                                | /                                                                                        |
| /                                                                        | /                                | Dr. Who: 1x09 - 1x13                                                                     |
| speciali "Children in Need" e "L'invasione di Natale" 2x01 - 2x13        | /                                | /                                                                                        |
| special "La sposa perfetta" 3x01 - 3x10                                  | 1x01 - 1x13                      | /                                                                                        |
| /                                                                        | /                                | Dr. Who: 3x11 - 3x13                                                                     |
| speciali "Time Crash" e "Il viaggio dei dannati" 4x01 - 4x03             | 2x01 - 2x08                      | /                                                                                        |
| 4x04 - 4x10                                                              | 2x09 - 2x13                      | /                                                                                        |
| /                                                                        | /                                | Dr Who: 4x11 - 4x13                                                                      |
| speciali "Un altro Dottore", "Il pianeta dei morti" e "L'acqua di Marte" | Stagione 3 "I figli della Terra" | /                                                                                        |
| /                                                                        | /                                | Dr Who: speciali "La fine del tempo (prima parte)" e "La fine del tempo (seconda parte)" |
| Stagione 5                                                               | Stagione 4 "Miracle Day"         | /                                                                                        |

## Episodi
Le prime due stagioni, composte da tredici episodi ciascuna, vennero trasmesse in prima visione sulla rete britannica BBC tra il 2006 e il 2008. La terza stagione, concepita come una miniserie in cinque parti sottotitolata Children of Earth, andò in onda nel 2009. La quarta stagione è andata in onda negli Stati Uniti sul canale Starz col sottotitolo Miracle Day nell'estate 2011, e successivamente in Gran Bretagna su BBC One, che ha dovuto effettuare dei tagli in alcuni episodi dovute alla presenza di scene forti (gli stessi tagli poi inseriti nella distribuzione internazionale).
In Italia le prime due stagioni sono andate in onda prima visione su Jimmy fra il 2007 e il 2008. Successivamente Fox ha riproposto le repliche delle prime due stagioni più dal 12 settembre 2011 l'inedita quarta stagione Miracle Day in versione censurata con i tagli effettuati dalla BBC, saltando però la terza Children of Earth, trasmessa solo successivamente tra il 23 e il 30 gennaio 2012.
A partire dal 2 gennaio 2012 la serie è in onda in prima visione free su Rai 4, che ha trasmesso in ordine le prime tre stagioni e Miracle Day con l'aggiunta di ulteriori tagli oltre a quelli della BBC.
| Stagione         | Episodi | Prima TV originale | Prima TV Italia |
| ---------------- | ------- | ------------------ | --------------- |
| Prima stagione   | 13      | 2006-2007          | 2007            |
| Seconda stagione | 13      | 2008               | 2008            |
| Terza stagione   | 5       | 2009               | 2012            |
| Quarta stagione  | 10      | 2011               | 2011            |

## Personaggi e interpreti

### Personaggi principali
- Jack Harkness (stagioni 1-4), interpretato da John Barrowman, doppiato da Niseem Onorato.
- Gwen Cooper (stagioni 1-4), interpretata da Eve Myles, doppiata da Antonella Baldini.
- Owen Harper (stagioni 1-2), interpretato da Burn Gorman, doppiato da Nanni Baldini.
- Toshiko Sato (stagioni 1-2), interpretata da Naoko Mori, doppiata da Ilaria Latini.
- Ianto Jones (stagioni 1-3), interpretato da Gareth David-Lloyd, doppiato da Francesco Bulckaen.
- Rhys Williams (stagioni 1-4), interpretato da Kai Owen, doppiato da Massimo Bitossi.
- Rex Matheson (stagione 4), interpretato da Mekhi Phifer, doppiato da Alessio Cigliano.
- Esther Drummond (stagione 4), interpretata da Alexa Havins, doppiata da Federica De Bortoli.
- Oswald Danes (stagione 4), interpretato da Bill Pullman, doppiato da Massimo Rossi.

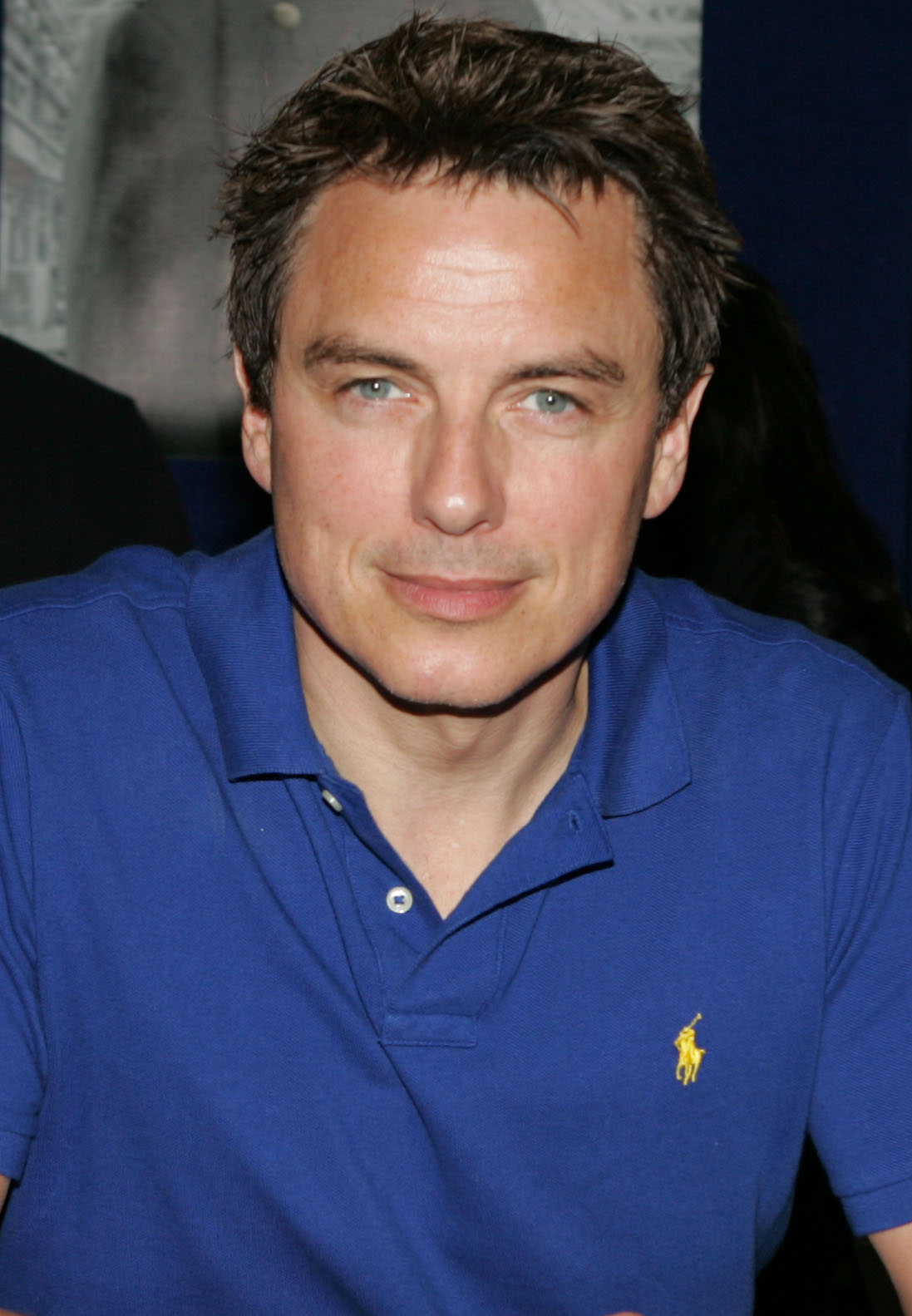
John Barrowman interpreta Jack Harkness
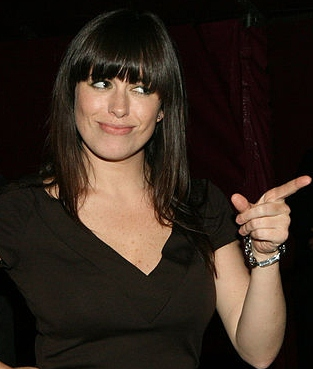
Eve Myles interpreta Gwen Cooper
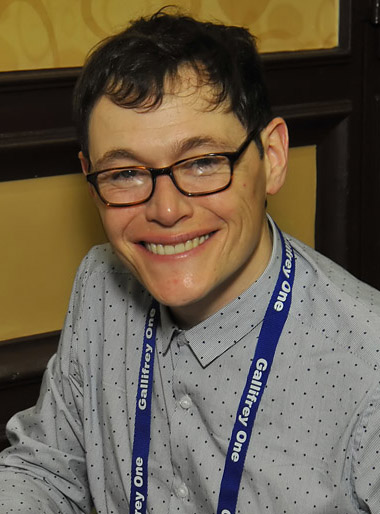
Burn Gorman interpreta Owen Harper
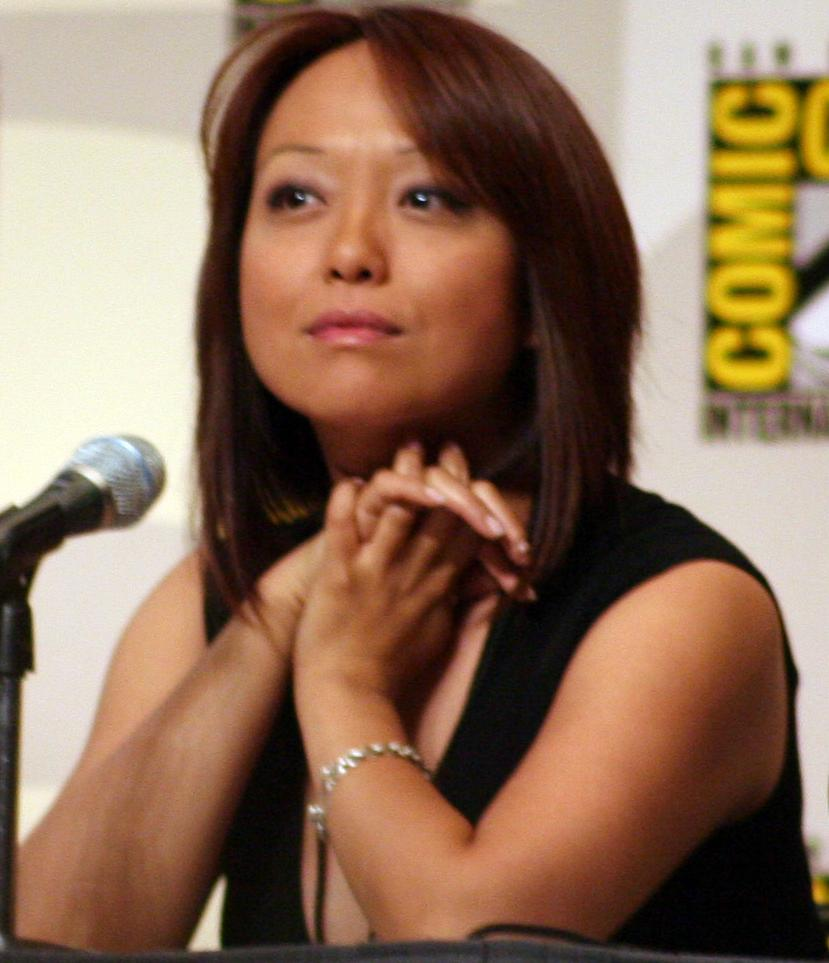
Naoko Mori interpreta Toshiko Sato
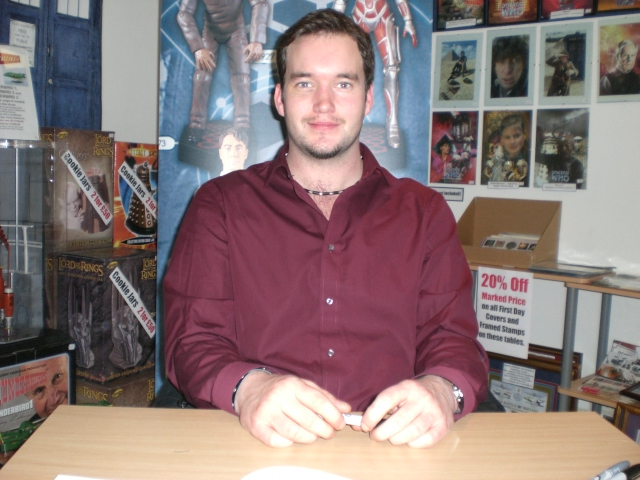
Gareth David-Lloyd interpreta Ianto Jones
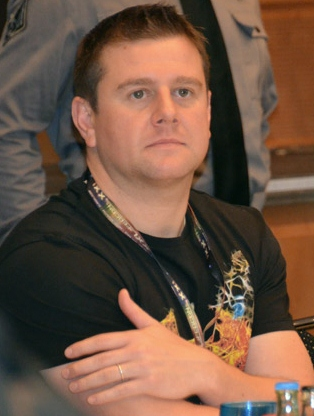
Kai Owen interpreta Rhys Williams
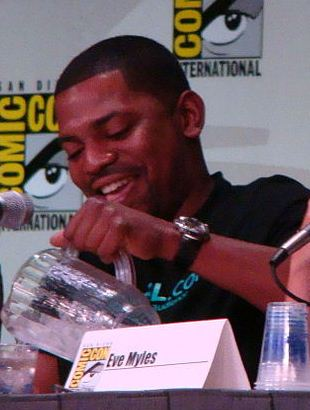
Mekhi Phifer interpreta Rex Matheson
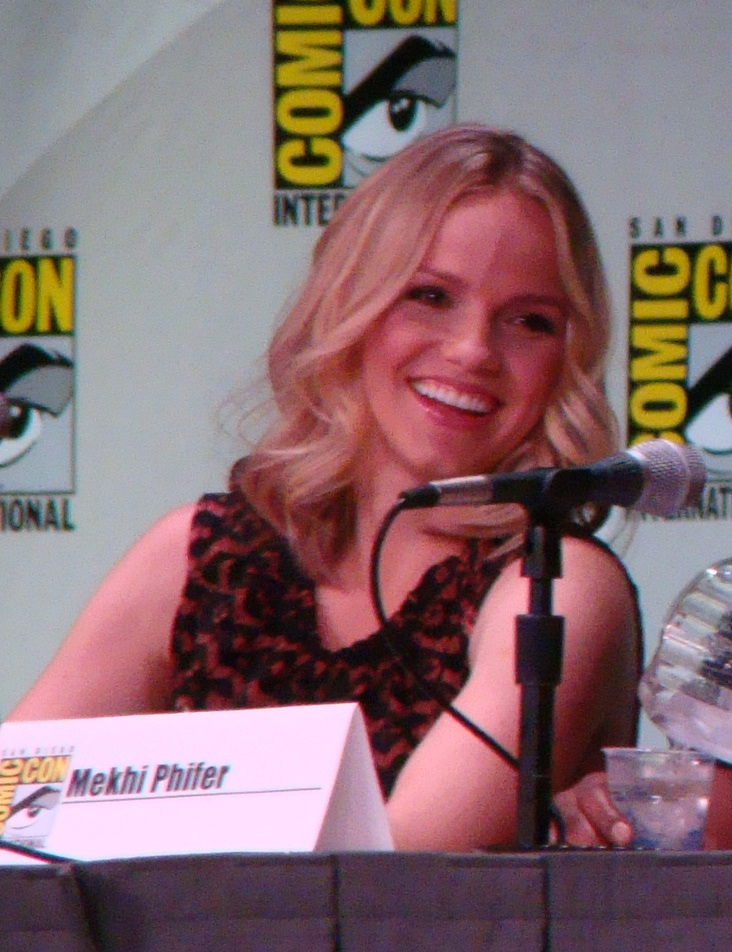
Alexa Havins interpreta Esther Drummond
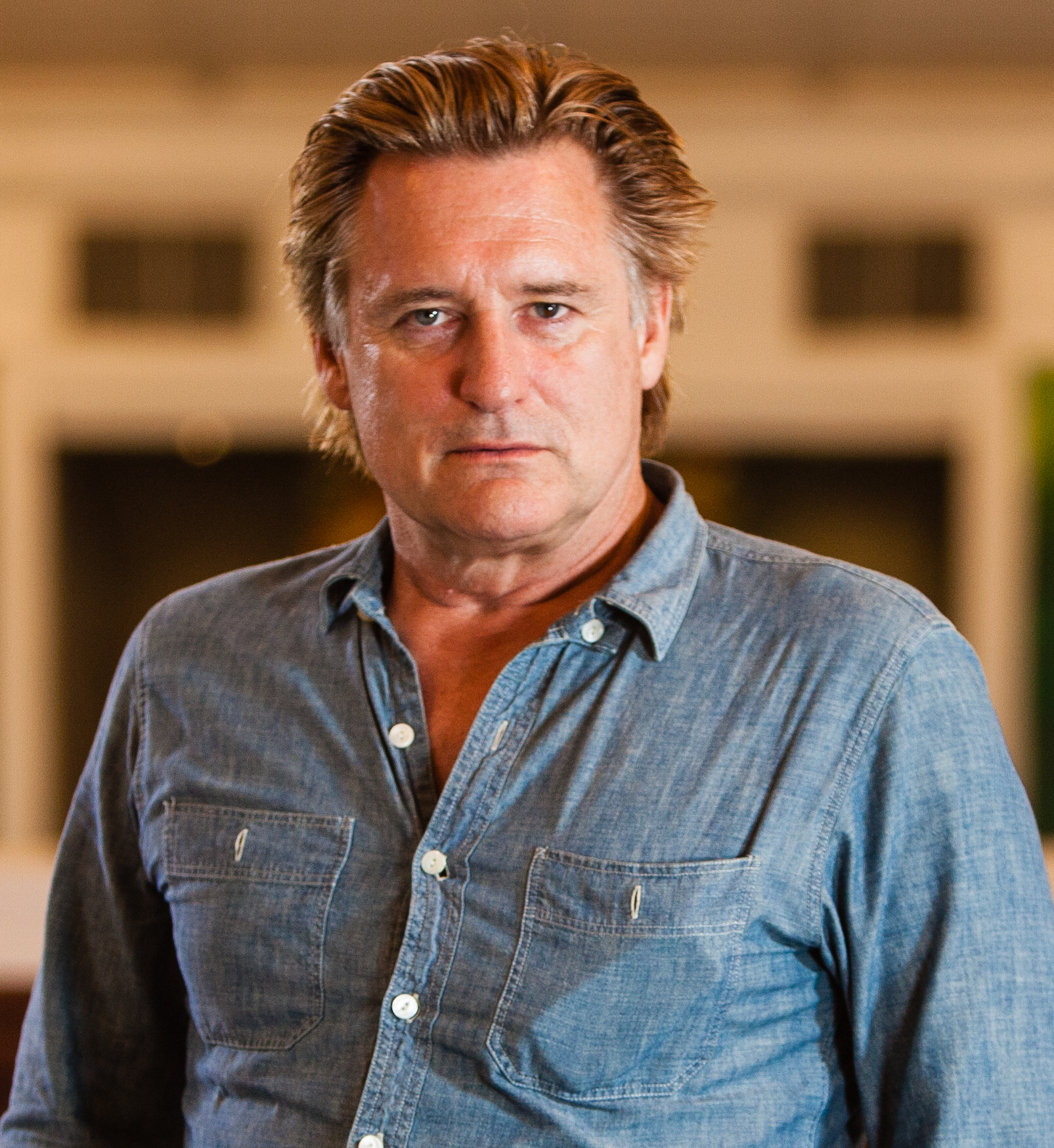
Bill Pullman interpreta Oswald Danes

### Guest star

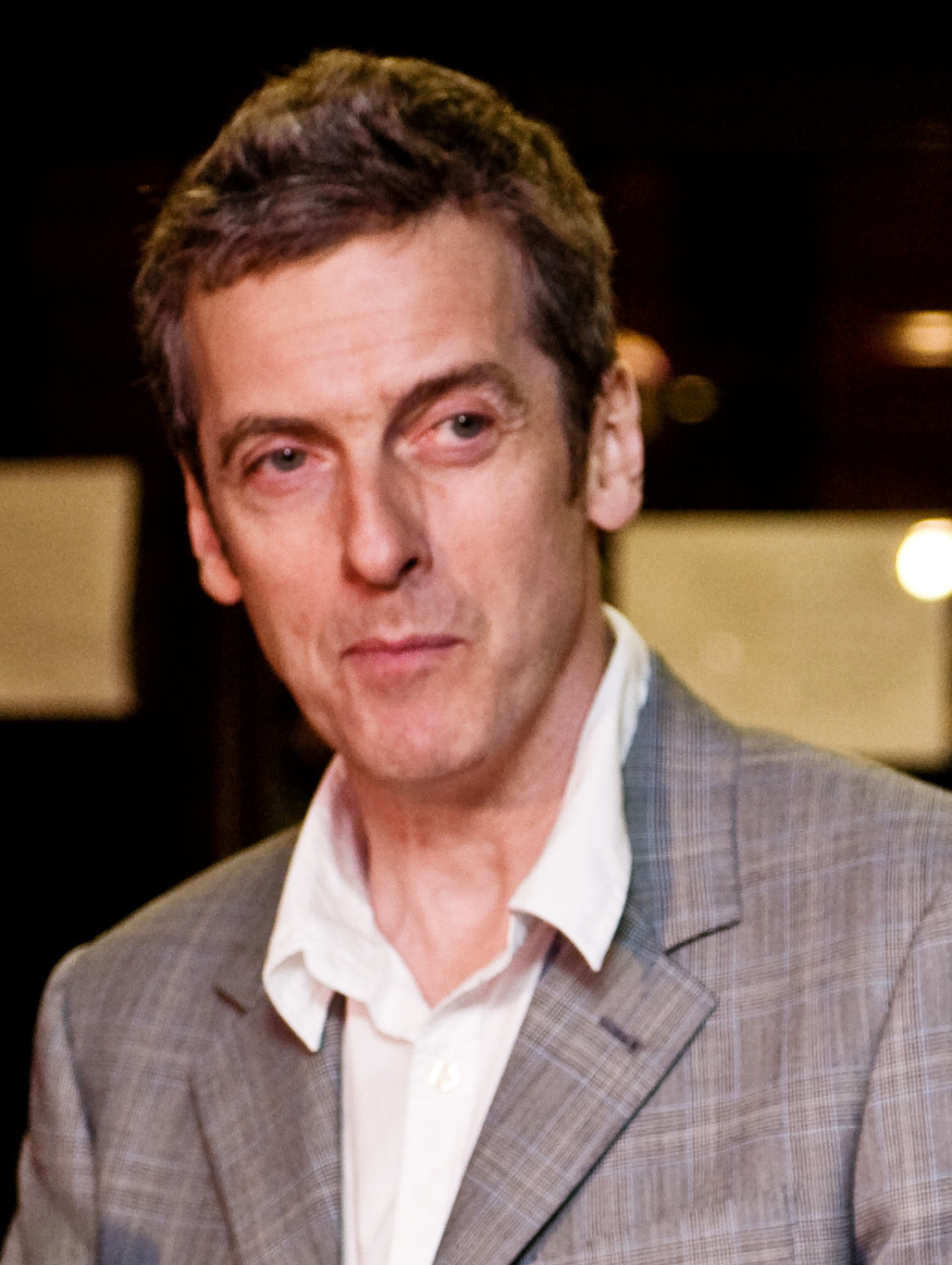
Peter Capaldi interpreta John Frobisher

Nell'episodio pilota l'attrice Indira Varma venne accreditata come starring, quando in realtà il personaggio da lei interpretato, Suzie Costello, era destinato ad essere ucciso in quanto concepito come antagonista.
Tom Prize interpreta sin dalla prima stagione l'agente di polizia Andy Davidson, ex partner lavorativo di Gwen, mentre Paul Kasey impersona regolarmente gli alieni della serie, così come in Doctor Who, e grazie a pesanti maschere in lattice è apparso sia come Weevil che come Pesce Palla.
Nel settimo episodio della prima stagione, l'attrice Daniela Denby-Ashe interpreta la parte di Mary, una forma di vita aliena, mentre nel decimo episodio l'attrice Olivia Hallinan interpreta il personaggio Emma-Louse Cowell.
Nel sesto episodio della seconda stagione, l'attore Alan Dale interpreta il ruolo del dottor Aaron Copley, mentre nell'ottavo il ruolo del collezionista Henry Parker viene interpretato da Richard Briers.
Tra gli altri, Caroline Chikezie è apparsa nel ruolo di Lisa Hallett, Louise Delamere in quello di Diane Holmes, mentre Noriko Aida ha interpretato la madre di Toshiko. Negli ultimi due episodi della prima stagione l'attore Murray Melvin ha interpretato l'antagonista Bilis Manger.
Martha Jones (interpretata da Freema Agyeman), Compagna del Dottore nella terza stagione di Doctor Who, compare in tre episodi della seconda stagione prima del suo ritorno nella serie madre; inoltre l'attore Peter Capaldi, famoso per la parte del Dodicesimo Dottore (a partire dal 2013), ha preso parte alla terza stagione nel ruolo di John Frobisher. L'attore statunitense James Marsters ha interpretato in un paio di episodi il capitano John Hart, un Agente del Tempo senza scrupoli ed ex amante di Jack.
Nella quarta stagione, prende parte alla serie l'attrice Lauren Ambrose, dove interpreta il ruolo del personaggio di Jilly Kitzinger. Sempre nella quarta stagione, nel quarto episodio, l'attrice Mare Winningham interpreta la parte del personaggio di Ellis Hartley Monroe.

## Ambientazione

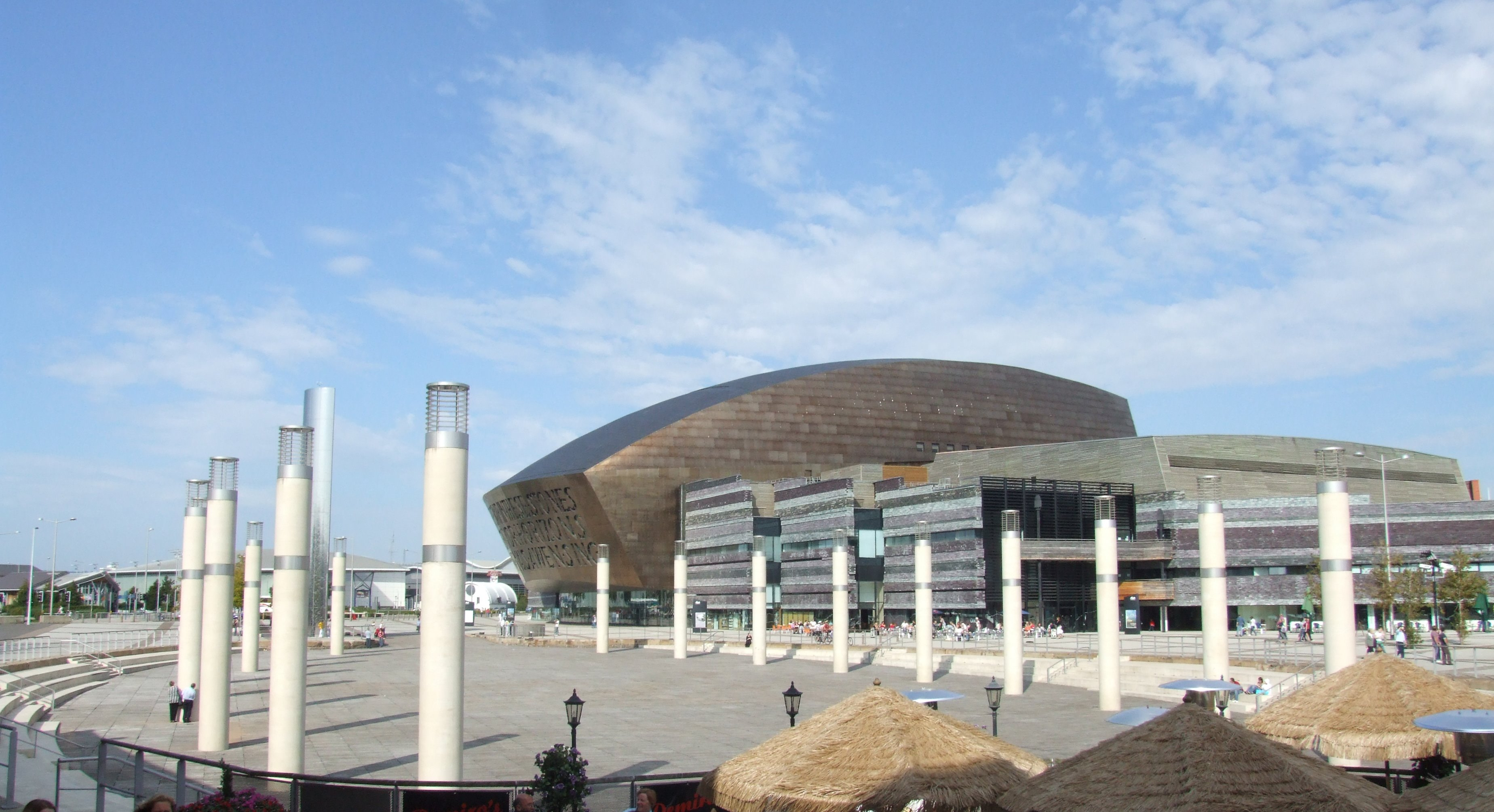
Il Roald Dahl Plass, sotto il quale si trova la base di Torchwood 3

Torchwood è girato ed ambientato a Cardiff. I creatori della serie ritraggono deliberatamente la città come un moderno e caotico agglomerato urbano, contrapponendosi alle rappresentazioni stereotipate del Galles apparse in passato.
Il parlamentare conservatore Michael Gove ha descritto il debutto di Torchwood come l'attimo in cui si conferma che «il Galles smette i panni del trascurato cugino celtico per civettare indossando erotica biancheria intima.» Scene si sono svolte anche in altre luoghi, come la città gallese di Merthyr Tydfil.

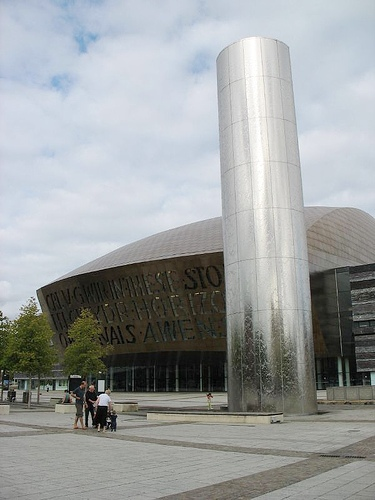
La fontana del Wales Millennium Centre

Il quartier generale della squadra è situato sotto il Roald Dahl Plass nella baia di Cardiff, già nota come Oval Basin: è dove il Tardis atterra nell'episodio del Dottor Who Città esplosiva ed Utopia per rifornirsi di carburante ed è il luogo in cui è presente la Fessura spazio-temporale (Rift) vista per la prima volta ne I morti inquieti. La base, chiamata "Il Nucleo" (the Hub), si snoda per tre piani e ha nel centro una grande colonna con la funzione di ascensore che si configura come un'estensione della fontana della piazza; alla sua base si trovano i macchinari collegati all'energia della fessura.
Nel piano inferiore a quello d'ingresso vengono conservati corpi degli appartenenti a Torchwood, alcuni corpi criogenizzati, vari oggetti alieni ritenuti troppo pericolosi per essere lasciati incustoditi e una zona adibita a celle per Weevil o per qualsiasi altro alieno od umano ostile.
Le scene della base militare ne L'agente dormiente e nel deposito abbandonato e minato in Frammenti sono state girate in una base della RAF vicino a Chepstow, nel Galles del sud.

## Tematiche LGBT
Torchwood si occupa di alcuni temi a sfondo LGBT, soprattutto di bisessualità: ciascuno dei protagonisti ha incontri con persone dello stesso sesso durante la prima stagione, e The Sun descrive tutti i protagonisti dello show come bisessuali. Russell T. Davies disse che sperava di sfidare le aspettative del pubblico circa personaggi monosessuali: «Senza farne un problema o un fatto politico, lo show si sta muovendo verso una dimensione molto bisessuale. Voglio buttare giù le barriere così noi non potremo dire quale dei personaggi è gay. Abbiamo bisogno di mescolare le carte, invece che pensare "Lui è gay e quindi andrà solo con gli uomini"». Davies inoltre ha descritto Jack Harkness come omnisessuale: «Lui va dietro ad ogni cosa con un buco. Jack non si muove per categorie con le persone: se è attirato da te, ti si farà.» Ugualmente, Toshiko Sato descrive Jack come qualcuno che «si farebbe chiunque, basta che sia bello».
In Tutto cambia Ianto Jones scherzando dice di considerare gli apprezzamenti di Jack sui suoi vestiti come molestie sessuali e nell'episodio seguente che non gli interessa se l'uomo sia gay o bisessuale. In Continuano ad uccidere Suzie è Ianto a fare una sottile offerta sessuale a Jack, che questi afferra non subito ma accetta, dicendogli d'incontrarsi nel suo ufficio tra una decina di minuti, una volta che il resto della squadra avrà lasciato il Nucleo; a ciò allude il loro dialogo, presentato sul sito web ufficiale, intercorso prima dell'incontro segreto. A questa relazione si riferisce Owen quando urla a Ianto che nei suoi sogni egli è "l'amante part-time" del Capitano. La loro relazione è resa palese per la prima volta in La fine dei giorni, dove si baciano con passione quando scoprono reciprocamente di essere vivi ambedue. Nella stagione successiva la relazione si evolve: se nel primo episodio Jack con imbarazzo chiede a Ianto ufficialmente un appuntamento, oltre si scambiano un bacio intenso ed alla fine Gwen li sorprende nudi durante un qualche gioco erotico, mentre gli altri personaggi vi fanno riferimento in più di un'occasione.
In Continuano ad uccidere Suzie Jack parla della sua relazione sessuale con due fratelli gemelli, entrambi acrobati, ma non è chiaro se sia vero oppure solo un escamotage per provare a distrarre Gwen, che pone domande impegnative. Tuttavia nella seconda stagione dirà ad Owen che quando si è stati vivi tanto a lungo come lui, è ovvio che si sia provato tutto.
In Il capitano Jack Harkness, la trama secondaria dell'episodio si incentra sull'orientamento sessuale dell'immaginario capitano della seconda guerra mondiale Jack Harkness, da cui il personaggio di Jack Harkness protagonista della serie avrebbe preso il nome. Il comportamento tormentato di questo capitano, la sua sofferenza nel ribadire alla donna che frequenta che sono innamorati unita al suo rapportarsi al Jack noto suggeriscono che sia gay ed intrappolato in un rapporto eterosessuale che non vuole, incapace di vivere la propria sessualità nella sua epoca. Nel punto culminante dell'episodio, saputo che il giorno dopo morirà, egli balla con Jack e i due si baciano, davanti agli stupiti ospiti della festa, prima che Jack torni al proprio tempo.
In Tutto cambia, Owen Harper seduce una donna e poi il suo ragazzo utilizzando tecnologia aliena e nell'episodio seguente Gwen, pur avendo un fidanzato, scambia esplicite avance sessuali con una donna, nel cui corpo c'è un'aliena, benché sotto l'influenza dei feromoni potenziati dell'alieno. Poco dopo questa predatrice, giunta in una banca dello sperma per assorbire l'energia orgasmica degli uomini, non risparmia neppure uno che si dice omosessuale. Anche Toshiko mostra un comportamento bisessuale: innamorata del compagno di squadra Owen, in Un amore venuto da lontano ha un rapporto sessuale completo con "Mary".

## Accoglienza
La serie ha ricevuto molte attenzioni e recensioni dai mezzi d'informazione prima e dopo la sua messa in onda: alcune furono positive, altre negative. Come serie nata da una costola di Doctor Who ha subito attratto l'attenzione del pubblico britannico.

### Pubblico
Il primo episodio diede alla BBC Three il suo più alto rating in assoluto, e quello più alto tra tutti i canali non sportivi con 2.519.000 spettatori (questo record è stato battuto nel marzo 2008 dalla prima visione di Bionic Woman sulla ITV2 con 2.553.000 spettatori). L'episodio ebbe un'audience del 12,7%, che salì al 13,8% per il secondo episodio (andato in onda subito dopo il primo), pur con una flessione degli spettatori, scesi a 2.498.000.
Successivamente il numero di spettatori si aggirò poco sopra i 1.100.000 durante la prima messa in onda (con un picco negativo di soli 800.000 nella settimana natalizia del 2006) e con una media di 2.200.000 circa durante le repliche andate in onda sulla BBC Two (pur con picchi poco sopra il milione durante la prima metà di dicembre del 2006). Nonostante questi ascolti altalenanti, il programma fu con un ampio margine quello di maggior successo sulla rete.
La seconda stagione, iniziata nel gennaio 2008, venne mandata in onda dalla BBC Two e ancora una volta, dopo un promettente inizio (il primo episodio raccolse 4.220.000 spettatori), cominciò a calare, perdendo circa un milione di spettatori già al quarto episodio e scendendo fino ai 2.500.000 del finale. Questo nonostante la BBC ne avesse cambiato la programmazione, spostandola dal mercoledì (serata in cui era stata puntualmente battuta dai trionfanti programmi televisivi di ITV e dalla prima serie del Grand Design di Channel 4) alla notte del venerdì. Alla fine la media generale si aggirò sui 3.200.000 spettatori per la BBC Two.
La miniserie di cinque puntate che compone la terza stagione, andata in onda nel luglio 2009 sulla BBC One, ha avuto una media di circa 5.800.000 spettatori, con una punta di 6.200.000 nella quarta puntata.

### Critica

#### Prima stagione
The Daily Record scrisse «lo show è veramente favoloso. John Barrowman che impersona Jack fa un'interpretazione di prima classe, mentre l'intero insieme dei protagonisti potrebbe prestarsi a grandi avventure».
Un critico per il SFX scrisse «lo amo visceralmente».
Di parere diverso The Guardian: «a dispetto delle sue pretese di essere rivolto ad un pubblico più adulto, Torchwood non minaccia mai di smarrirsi in quelle atmosfere più sordide o dark esplorate, per esempio da Buffy, o Ultraviolet, che in certi momenti ricorda».
Sullo stesso tono Metro, che dopo un severo giudizio aggiunse però che «c'è un barlume di speranza di futuri maggiori contenuti adulti».
La settimana seguente sempre da The Guardian partì un ulteriore severo giudizio. Charlie Brooker, commentando la discrasia che si aveva tra le radici storiche di Doctor Who e dei programmi per famiglie rispetto a Torchwood ed alla sua aspirazioni a rivolgersi ad un pubblico adulto, scrisse infatti: «Contiene imprecazioni, sangue e sesso, tuttavia in qualche modo ancora qualcuno lo considera un programma per ragazzi. I tredicenni lo dovrebbero amare; chiunque altro abbia superato quell'età è probabile resti quantomeno confuso. Questo non vuol dire che Torchwood sia un brutto programma. Solo confuso. E molto, molto sciocco».
Gli episodi successivi vennero giudicati in modo più comprensivo sia da The Guardian che da The Observer: gli episodi dello show furono tra i tre programmi terrestri inseriti ogni giorno dalla guida del Guardian nella sua rubrica "Selezione del giorno" ed anche fra i cinque selezionati nel supplemento televisivo dell'Observer.
Jim Shelley sul The Daily Mirror fu molto critico, definendo lo show «irritantemente inconsistente» e concludendo «Io non posso fare a meno di pensare che ci sia qualcosa di fuoriluogo in uno spin-off di Doctor Who dove un personaggio chiede ad un altro: Quand'è stata l'ultima volta che ti è venuto così duro, ti sei dimenticato dov'eri? Questa è l'ulteriore prova che Davies non si sapeva decidere su che tipo di show Torchwood dovesse essere. Abbastanza divertente, quando uno della squadra sparisce, lo chiamano a gran voce "Tosh! Tosh! Tosh!" - ed è esattamente la parola che userei per descriverlo...».
Dopo la trasmissione della prima metà della stagione, la rivista Radio Times scrisse «C'è della qualità qui: begli effetti speciali, ritmo nell'azione e fotografia accattivante. Ma qualche cosa ancora non carbura. Torchwood vuole essere X-Files o Hollyoaks? Dopo sette episodi, è ancora difficile dirlo».
Charlie Brooker, sempre su The Guardian Guide, alla fine stese una specie di elogio della natura complessa dello show, assegnantegli il suo "Premio per lo show più incoerente dell'anno" per il modo in cui esso «è riuscito in qualche modo ad essere allo stesso tempo sia uno sgargiante prodotto per ragazzi che uno show grondante sesso, sangue ed erotismo. Interessante, ma forse punta ad un pubblico di pazzi».
E, riferendosi al doppio episodio finale di Torchwood nella rubrica "Selezione del giorno" la guida di The Guardian pubblicò un giudizio abbastanza positivo: «Il pungente spin-off del Doctor Who di Davies, com'è stata recentemente annunciato, avrà una seconda stagione. Bene, perché, per tutti quelli che si sono immersi in questa stagione, il suo finale è straordinario».

## Riconoscimenti
Nell'aprile 2007 Torchwood ha battuto la serie madre vincendo nella categoria "Miglior Serie Drammatica" ai BAFTA Cymru: i premi, consegnati dalla sezione in lingua gallese della British Academy of Film and Television Arts, vengono assegnati per le migliori produzioni televisive e cinematografiche girate nel Galles. Nella stessa occasione Eve Myles ha vinto il premio come "Miglior Attrice", superando la coprotagonista di Doctor Who Billie Piper.
Nel 2008, l'episodio Il Capitano Jack Harkness è stato candidato al premio Hugo per la miglior rappresentazione drammatica.

## Trasmissione internazionale
| Nazione        | Prima Tv         | Canale                         |
| -------------- | ---------------- | ------------------------------ |
| America Latina | 28 agosto 2007   | People+Arts, BBC Entertainment |
| Australia      | 18 giugno 2007   | ABC                            |
| Belgio         | 8 gennaio 2008   | Sci-Fi Channel                 |
| Canada         | ottobre 2007     | CBC                            |
| Corea del Sud  |                  | KNN                            |
| Croazia        | 26 luglio 2008   | HRT 2                          |
| Francia        | 12 ottobre 2007  | NRJ 12                         |
| Germania       | 11 marzo 2009    | RTL II                         |
| Grecia         | 24 luglio 2008   | Skai TV                        |
| Hong Kong      | 8 novembre 2007  | ATV World                      |
| Italia         | 3 settembre 2007 | Jimmy, Fox, Rai 4              |
| Finlandia      | 3 dicembre 2007  | YLE TV2                        |
| Messico        | 9 luglio 2007    | XEIMT-TV Canal 22              |
| Nuova Zelanda  | 9 luglio 2008    | TV2                            |
| Portogallo     | gennaio 2009     | SIC Radical                    |
| Paesi Bassi    | 8 gennaio 2008   | Sci-Fi Channel                 |
| Svezia         | 24 giugno 2007   | TV4 Plus                       |
| Spagna         | 5 agosto 2007    | Cuatro                         |
| Turchia        |                  | TRT                            |

In Australia, dopo essere andato in onda sulla ABC per la prima volta poi sulla SBS, è stata acquistata dalla Network Ten. Dopo la première del 18 giugno 2007, un critico del The Sydney Morning Herald's scrisse «Il fascino di Torchwood non sta tanto nel fatto che è un pulp fantascientifico gloriosamente implausibile, ma che sa di essere un pulp fantascientifico gloriosamente implausibile». Un comunicato della rete televisiva citò la programmazione dei canali rivali per giustificare l'orario della messa in onda.
Il 2 aprile 2007 la BBC America comunicò che aveva acquistato i diritti di trasmissione per gli Stati Uniti: la prima puntata venne trasmessa l'8 settembre 2007 nell'ottica di una radicale ristrutturazione del canale iniziata quello stesso anno, e a seguire iniziarono gli episodi della seconda stagione, il 26 gennaio 2008. Il programma ottenne un ottimo riscontro di pubblico per la BBC America con la prima stagione, raggiungendo circa mezzo milione di spettatori: sicuramente meno rispetto ai risultati del Doctor Who su Sci FI Channel, ma questo era conseguenziale al linguaggio più crudo ed alle scene esplicitamente sessuali mostrate.
Infine, la HDNet ha acquistato i diritti per gli USA della trasmissione ad alta definizione delle prime due stagioni, che ha mandato in onda dal 17 settembre 2007.

## Edizioni home video
| Titolo                       | Vendita nel Regno Unito                   | Vendita nel Nord America                   | Vendita in Australia                      |
| ---------------------------- | ----------------------------------------- | ------------------------------------------ | ----------------------------------------- |
| Prima stagione               | parte uno (episodi 1-5): 26 dicembre 2006 | completa (episodi 1-13): 22 gennaio 2008   | parte uno (episodi 1-5): 31 luglio 2007   |
| Prima stagione               | parte due (episodi 6-9): 26 febbraio 2007 | completa (episodi 1-13): 22 gennaio 2008   | parte due (episodi 6-9): 6 settembre 2007 |
| Prima stagione               | parte tre (episodi 10-13): 26 marzo 2007  | completa (episodi 1-13): 22 gennaio 2008   | parte tre (episodi 10-13): 2 ottobre 2007 |
| Prima stagione               | completa (episodi 1-13): 19 novembre 2007 | completa (episodi 1-13): 22 gennaio 2008   | completa (episodi 1-13): 6 febbraio 2008  |
| Seconda stagione             | completa (episodi 1-13): 30 giugno 2008   | completa (episodi 1-13): 16 settembre 2008 |                                           |
| Terza stagione               | completa (episodi 1-5): 13 luglio 2009    |                                            |                                           |
| Serie completa, stagioni 1-3 | completa (episodi 1-31): 26 ottobre 2009  |                                            |                                           |
| Quarta stagione              | completa (episodi 1-10): 14 novembre 2011 |                                            |                                           |

La prima stagione completa venne messa in vendita nel Regno Unito e negli Stati Uniti assieme a un episodio del dietro le quinte Torchwood Declassified. Gli episodi di ambedue le stagioni sono scaricabili da iTunes sia negli USA che nel Regno Unito.
Per quanto riguarda le edizioni in lingua italiana, la Warner Home Video dal 2012 rende disponibile in Italia la serie in DVD; sono state pubblicate tutte e quattro le stagioni.

## Citazioni e parodie
Benché in minor numero rispetto a Doctor Who, anche Torchwood è stato omaggiato da svariate parodie. Verity Stob, un giornalista specializzato in pezzi sulla tecnologia per il giornale online The Register ha scritto la parodia Under Torch Wood sullo stile di Under Milk Wood, opera radiofonica di Dylan Thomas: prende in giro soprattutto il grado di imprecazioni ed il ruolo di Rhys Williams, descritto come "Barry Backstory.
In Nebulous, sua parodia della terza stagione di Doctor Who, fa poi riferimento a Torchwood citando «cuccioli di dinosauri che cadono attraverso un foro nel tempo» e «la notevole quantità di attività paranormale nella sola zona di Cardiff [...] inizia a minacciare lo scudo di credibilità della Terra».
Anche la serie comico-satirica Dead Ringers ha parodiato Torchwood, con Jon Culshaw che fa il capitano Jack e Jan Ravers Gwen: gli sketch si appuntano sull'abbondante presenza di riferimenti al sesso («noi non facciamo mai affari con un alieno, a meno che uno di noi non se lo sia scopato», dice uno dei personaggi), la mancanza di motivazioni nei protagonisti, la loro bisessualità e la personalità melodrammatica di Jack, che qui cammina sempre come una primadonna, facendosi ondeggiare il cappotto addosso. Il basso budget dello show è sintetizzato dal personaggio di Owen che descrive l'apparecchiatura di Torchwood come un «Apple Macintosh con gli adesivi sullo schermo».
Le parodie di Dead Ringers successive all'episodio finale della prima stagione rappresentano Jack Harkness in un threesome con due Cyberman e una nuova versione dello show, Driftwood, che sostiene essere «al di là dell'ufficio postale, al di fuori del bingo, oltre l'Oxfam», palese presa in giro della frase d'apertura di ogni puntata. Albert Steptoe di Steptoe and Son l capo della squadra che afferma «un evento terribile nel mio passato fa sì che io non possa morire. È chiamato UKTV Gold»; l'uso della pillola per le amnesie è superfluo in questa team, perché tutti soffrono di demenza senile.
Barrowman stesso ha mostrato di seguire gli sketch di Dead Ringers poiché in un dietro le quinte per la seconda serie dello show dice: «Noi siamo Torchwood! E questi sono i miei denti luccicanti!», per poi iniziare a camminare in modo melodrammatico, facendosi ondeggiare addosso il cappotto.

## Crossover
L'ultimo episodio della prima stagione, La fine dei giorni, si ricollega cronologicamente all'episodio Utopia della serie Doctor Who.
Il cast di Torchwood fa in seguito un'apparizione negli episodi crossover della quarta stagione della serie madre La terra rubata e La fine del viaggio.

## Opere correlate

### Programmi TV
BBC Two ha mandato in onda Torchwood declassified, un programma di making-of simile a Doctor Who Confidential: ciascun episodio dura meno di 10 minuti, contrariamente ai 45 (prima erano solo 30) di Confidential; sono consultabili anche online dal sito della rete.
Torchwood ha una «forte presenza on line.» All'Edinburgh International Television Festival, il direttore della BBC Jana Bennett annunciò che on line si sarebbe potuto esplorare il Nucleo, un'immaginaria scrivania, e settimanalmente ascoltare registrazioni da dietro le quinte di circa dieci minuti; per le limitiazioni inerenti ai diritti dei media digitali gran parte dei video contenuti sul sito web della BBC Three sono accessibili solo agli utenti in Regno Unito. «Potete fare parte dell'Istituto Torchwood ed essere uno dei suoi impiegati» disse Bennett. Il sito web interattivo, compreso il tour del Nucleo, esordì il 12 ottobre 2006.

### Romanzi e audiolibri
Accanto alla serie sono stati messi in vendita alcuni romanzi collegati: il 4 gennaio 2007, la BBC Books pubblicò i primi tre racconti originali basati sullo show:
- Another Life di Peter Anghelides
- Border Princes di Dan Abnett
- Slow Decay di Andy Lane

Questi testi sono stati pubblicati in brossura, esattamente come per la collana New Series Adventures che contiene i romanzi originali legati al Doctor Who; successivamente sono stati ripresi e trasformati anche in audiolibro.
BBC Books ha pubblicato una seconda terna di libri nel marzo 2008.
- Something In The Water di Trevor Baxendale
- Trace Memory di David Llewellyn
- The Twilight Streets di Gary Russell

La terza serie di romanzi è uscita il 2 ottobre 2008:
- Pack Animals di Peter Anghelides
- SkyPoint di Phil Ford
- Almost Perfect di James Goss

Una quarta terna dovrebbe uscire nel maggio 2009.
Il 4 febbraio 2008 sono stati messi in vendita due audiolibri non basati su romanzi usciti in precedenza, Hidden di Steven Savile e Everyone Says Hello di Dan Abnett. Un terzo, In The Shadows di Joseph Lidster, è atteso per il settembre 2008.

### Fumetti
Il 6 luglio 2016 viene distribuito il primo numero della serie regolare a fumetti Torchwood. Viene pubblicata dalla Titan Comics, licenziataria dei diritti per le opere a fumetti dedicate al Doctor Who. La serie viene scritta da John Barrowman (attore interprete del capitano Harkness nella serie televisiva) e dalla sorella Carole E. Barrowman. I disegni sono affidati a Antonio Fuso e Pasquale Qualano. La storia narrata è in continuity con gli avvenimenti delle stagioni televisive, degli audio-dramas successivi e dei romanzi. Cronologicamente si colloca dopo il romanzo Exodus Code, realizzato dagli stessi Barrowman nel 2012, che a sua volta segue gli eventi narrati nella quarta stagione televisiva Miracle Day. Il lancio della serie avviene con la realizzazione di 8 copertine alternative (o variant cover) dell'albo d'esordio.

## Merchandising
Titan Magazines ha iniziato le pubblicazioni nel Regno Unito di Torchwood Magazine il 24 gennaio 2008. La versione statunitense è seguita il mese successivo, e nell'aprile del 2008 si è aggiunta quella per la Nuova Zelanda e l'Australia.